# Johnny Holland
Johnny Holland (Bellville, 11 marzo 1965) è un ex giocatore di football americano e allenatore di football americano statunitense.
Giocò come linebacker nei Texas A&M Aggies squadra rappresentativa dell'università del Texas.

## Carriera professionistica come giocatore

### Green Bay Packers (1987-1993)
Holland venne selezionato come 41a scelta al draft NFL 1987 dai Packers, con loro giocò 7 anni.

## Carriera professionistica come allenatore
Stagioni 1995 alla 1999
Iniziò la sua carriera nella NFL con i Green Bay Packers come allenatore del controllo qualità della difesa. Nel 1996 vinse il Super Bowl. Ne 1998 passò nella squadra speciale e l'anno successivo come allenatore dei linebacker.
Stagioni 2000 alla 2002
Passò ai Seattle Seahawks come assistente della squadra speciale e dal 2001 come allenatore dei linebacker.
Stagioni 2003 alla 2005
Firmò con i Detroit Lions prima come allenatore dei linebacker e poi nell'ultimo anno come assistente della difesa.
Stagioni 2006 alla 2010
Firmò con gli Houston Texans come allenatore dei linebacker.
Stagione 2012
Il 9 febbraio 2012 passò agli Oakland Raiders assumendo lo stesso ruolo. Venne esonerato dopo solo una stagione.

## Vita familiare
Holland e sua moglie Faith hanno due figli.

## Vittorie e premi
- Super Bowl XXXI con i Green Bay Packers "come allenatore".